# Кенийско-ливийские отношения
Кенийско-ливийские отношения — двусторонние дипломатические отношения между Кенией и Ливией. У обеих стран с каждой стороны есть посольства, но они закрыты.

## История и деятельность
При президентстве Даниэла арап Мои отношения между Ливией и США были враждебными. Ливия была объявлена государством-спонсором терроризма. В декабре 1987 года Кения закрыла посольство Ливии в Найроби. Ливию обвинили в грубом вмешательстве во внутренние дела Кении. С мая 1987 года Кения выслала шесть ливийских дипломатов. Было сказано, что враждебные отношения между обеими странами были результатом тесных отношений Кении с Западом. Правительство Кении также опасалось, что Ливия намеревается дестабилизировать ситуацию в стране.
При президентстве Мваи Кибаки отношения с Ливией постепенно улучшались. Отношения в конечном итоге привели к тому, что Ливия стала одним из главных источников прямых иностранных инвестиций для Кении. Президент Кибаки также посетил Ливию.
Тогда сообщалось, что Кения ведёт поиск источников прямых иностранных инвестиций, помимо Запада.
Сразу после свержения Муаммара Каддафи Кения признала Переходный национальный совет новым правительством Ливии. В сентябре 2011 года Посольство Ливии в Найроби выставило флаг ПНС. Это произошло после встречи в Нью-Йорке между министром иностранных дел Кении и премьер-министром ПНС.

## Экономическое сотрудничество
В рамках программы «Портфель инвестиций в Африку и Ливию» (LAP) правительство Ливии сделало многочисленные инвестиции в Кению, включая покупку отеля Laico Regency и всех активов ExxonMobil в Кении, переименованных в «OiLibya». 